# Kodak DC280 Zoom
Le Kodak DC280 Zoom est un appareil photographique numérique mono-objectif de 2 mégapixels. Les photos sont en JPEG et ont une taille maximale de 1760x1168.
L'appareil enregistre ses images sur une CompactFlash. À la définition photo maximale, chaque photo fait en moyenne entre 500 Ko et 1 Mo. Il est ainsi possible d'enregistrer environ 206 photos sur une carte de 128 Mo.
L'appareil fonctionne grâce à 4 piles AA et a une autonomie assez faible (environ 150 photos maximales) du fait de sa grande consommation électrique. Il peut consommer jusqu'à 2 ampères lors de l'utilisation du flash et de l'écran simultanément.
Son écran est petit (1.8"), consomme beaucoup et ne possède pas une très bonne définition. Il n'est pas conseillé d'utiliser souvent l'écran.